# Pierre Tordo
Pour les articles homonymes, voir Tordo.
Pierre Tordo est un footballeur puis entraîneur français, né le 16 décembre 1939 à Nice dans le département des Alpes-Maritimes. Il joue au poste de gardien de but du début des années 1960 au milieu des années 1970.
Formé au Cavigal Nice Sports, il fait l’essentiel de sa carrière au CS Sedan-Ardennes dont il est le gardien emblématique dans les années 1960-1970. Reconverti entraîneur, il dirige les Sedanais pendant huit ans puis pendant douze ans exerce dans des clubs belges.

## Biographie

### Joueur
Pierre Tordo commence le football au Cavigal de Nice puis rejoint l'ASPTT Nice où il est repéré par le UA Sedan-Torcy. Après un match d'essai disputé contre le Racing Club de France, il est recruté par le club sedanais en 1961 et entre dans l’entreprise des draperies sedanaises au service entretien,. Engagé comme doublure d'Alexandre Roszak, il lui succède dans les cages en décembre 1962 pour une rencontre face au Stade de Reims. Il dispute onze rencontres lors de cette saison qui voit les « Sangliers » terminer 3e du championnat. Il est également titularisé par l'entraîneur Louis Dugauguez pour la finale de la Coupe Charles Drago où les Sedanais sont opposés au FC Sochaux alors en Division 2. Pierre Tordo et ses coéquipiers s'inclinent sur le score de cinq buts à deux dans ce match disputé au Stade Auguste-Bonal.
Il s'impose comme titulaire en 1964 dans une équipe fortement rajeunie à la suite des problèmes financiers que traverse le club avec le passage au professionnalisme. En fin de saison, le club sedanais parvient en finale de la Coupe de France. Opposés au Stade rennais, les deux équipes sont à égalité deux buts partout lorsque dans les derniers instants de la rencontre le Sedanais Yves Herbet est fauché dans la surface rennaise mais l'arbitre, Michel Kitabdjian, décide alors de siffler la fin du match plutôt que le penalty. Trois jours plus tard, le match est rejoué et les Sedanais s'inclinent alors sur le score de trois à un. 
Après trois ans comme titulaire, Pierre Tordo quitte le Racing club de Paris-Sedan, nouveau nom du club depuis 1966, à la suite d'un différend financier avec les dirigeants. Il rejoint alors l'équipe de Division 2 de l'AS Béziers en 1968. Son retour dans le Sud ne dure qu'une saison, les dirigeants sedanais le font revenir au club à la suite de la blessure de Jacques Rose. Pierre Tordo et ses coéquipiers terminent cinquième du championnat et sont demi-finalistes de la Coupe de France puis 3e l'année suivante. En 1971, le club, toujours en proie à des problèmes financiers est relégué en Division 2 mais dès la saison suivante, les Sedanais remontent en remportant le groupe A avec la meilleure attaque et la meilleure défense. Il met fin à sa carrière en 1973 après une dernière saison comme remplaçant de René Charrier.

### Entraîneur
Pierre Tordo se forme alors au métier d'entraîneur et sort major de son stage. Il devient adjoint de Louis Dugauguez et prend en charge la préparation physique des joueurs. Il devient entraîneur principal du CS Sedan-Mouzon Ardennes en 1975 alors que le club est redescendu en Division 2. Sous ses ordres, l'équipe termine quatrième de son groupe et parvient en huitième de finale de la Coupe de France où elle est éliminée par l'US Valenciennes-Anzin.
Au départ des dirigeants historiques du club, les frères Laurent, il quitte également le club et rejoint le SO Châtellerault en Division 3. Pierre Tordo dirige le club jusqu'en 1980, la meilleure performance obtenue étant une huitième place en 1978. Il retourne la saison suivante au CS Sedan-Ardennes tombé en Division 3, il déclare alors : « Le club est à l'abandon ». En fin de championnat, les Sedanais ne se maintiennent que grâce à un goal-average favorable sur le CS Blénod. L'année suivante, le club dirigé par Pierre Tordo retrouve, huit ans après, la Division 2 en terminant troisième du groupe Est. Le CSSA termine huitième du groupe A de Division 2 en 1985 mais l'année suivante, le club termine dernier et doit abandonner le professionnalisme. Après une dernière saison en Division 3 terminée sur une neuvième place, il quitte le club et laisse son poste à Michel Le Floch'moan.
Pierre Tordo rejoint en 1988 le club belge du FCL Arlon qui évolue en première provinciale du Luxembourg. Le club remporte en fin de sa saison le championnat et retrouve la Promotion un an après l'avoir quitté. Après quatre ans dans ce club, il rejoint le voisin et rival la Royale Jeunesse Arlonaise et remporte de nouveau en 1999 la première provinciale du Luxembourg. 
Il quitte la RJ Arlon en 2000 et prend alors en charge l'US Bazeilles, club de son lieu de résidence Bazeilles qui évolue en Division d'honneur régionale. Il entraîne l'équipe jusqu'en 2008 puis laisse son poste à Cédric Elzéard, autre ancien sedanais.

## Palmarès
Pierre Tordo dispute 243 rencontres de Division 1 avec le Club Sportif Sedan Ardennes. Il est avec ce club finaliste de la Coupe Drago en 1963 et finaliste de la Coupe de France en 1965, le club porte alors le nom d'UA Sedan-Torcy. Il est ensuite vainqueur du groupe A du championnat de France de division 2 en 1972.
Comme entraîneur, il remporte la première provinciale du Luxembourg en 1989 avec le Football Club Jeunesse Lorraine Arlonaise et en 1999 avec la Royale Jeunesse Arlonaise.

## Statistiques
Le tableau ci-dessous résume les statistiques en match officiel de Pierre Tordo durant sa carrière de joueur professionnel.
| Saison                | Club                  | Championnat           | Championnat | Championnat | Coupe(s) nationale(s) | Coupe(s) nationale(s) | Compétition(s) continentale(s) | Compétition(s) continentale(s) | Compétition(s) continentale(s) | Total | Total |
| Saison                | Club                  | Division              | M.          | B.          | M.                    | B.                    | Comp.                          | M.                             | B.                             | M.    | B.    |
| 1962-1963             | UA Sedan-Torcy        | Division 1            | 11          | 0           | 2                     | 0                     | -                              | -                              | -                              | 13    | 0     |
| 1963-1964             | UA Sedan-Torcy        | Division 1            | 22          | 0           | 2                     | 0                     | -                              | -                              | -                              | 24    | 0     |
| 1964-1965             | UA Sedan-Torcy        | Division 1            | 25          | 0           | 7                     | 0                     | -                              | -                              | -                              | 32    | 0     |
| 1965-1966             | UA Sedan-Torcy        | Division 1            | 38          | 0           | 1                     | 0                     | -                              | -                              | -                              | 39    | 0     |
| 1966-1967             | RC Paris-Sedan        | Division 1            | 36          | 0           | 3                     | 0                     | -                              | -                              | -                              | 39    | 0     |
| 1967-1968             | AS Béziers            | Division 2            | 29          | 0           | 2                     | 0                     | -                              | -                              | -                              | 31    | 0     |
| 1968-1969             | RC Paris-Sedan        | Division 1            | 29          | 0           | 10                    | 0                     | -                              | -                              | -                              | 39    | 0     |
| 1969-1970             | RC Paris-Sedan        | Division 1            | 34          | 0           | 2                     | 0                     | -                              | -                              | -                              | 36    | 0     |
| 1970-1971             | CS Sedan Ardennes     | Division 1            | 36          | 0           | 1                     | 0                     | C3                             | 2                              | 0                              | 39    | 0     |
| 1971-1972             | CS Sedan Ardennes     | Division 2            | 29+2        | 0+0         | 2                     | 0                     | -                              | -                              | -                              | 33    | 0     |
| 1972-1973             | CS Sedan Ardennes     | Division 1            | 12          | 0           | -                     | -                     | -                              | -                              | -                              | 12    | 0     |
| Total sur la carrière | Total sur la carrière | Total sur la carrière | 303         | 0           | 32                    | 0                     | -                              | 2                              | 0                              | 337   | 0     |